# Loughton & Great Holm
Loughton & Great Holm är en civil parish i kommunen Milton Keynes i Storbritannien.   Den ligger i grevskapet Buckinghamshire och riksdelen England, i den södra delen av landet, 70 km nordväst om huvudstaden London. Orten har 6 363 invånare (2011).